# Milionia pretiosa
Milionia pretiosa är en fjärilsart som beskrevs av Schultze 1908. Milionia pretiosa ingår i släktet Milionia och familjen mätare. Inga underarter finns listade i Catalogue of Life.